# Скерріс
Скерріс  (англ. Skerries, ірл. Na Sceirí)), історична назва Голмпатрик (англ. Holmpatrick) — приморське місто в Фінгалі, Ірландія. Назва походить від норвезького слова skere, яке переросло в ірландське слово na sceirí, що означає камінь. Скерріс є також парафією в деканаті Фінгал Римокатолицької церкви.

## Історія
Після того, як у 1496 єпископ Голмпатрик отримав від Генріха VII дозвіл побудувати причал для кораблів, що мав слугувати існуючому там монастирю, місто тривалий час називали Портом Голмпатрик, або просто Голмпатрик. Землі міста належали монастирю. У 1565 власність перейшла до Томаса Фіцпатрика, а пізніше в 1605 землі надані у володіння графу Томонду. У 1721 останній з графів продав власність родині Гамільтонів, які фактично надали місту того планування вулиць, яке спостерігається нині. У 1897 за довголітні старання голові родини Гамільтонів було надане звання лорда Голмпатрика.